# 牛顿中心站
牛顿中心站（英語：Newton Centre station）是马萨诸塞州波士顿轻轨绿线D支线车站，车站位于牛顿市牛顿中心社区。车站候车大厅始建于1891年，是牛顿铁路站历史区的一部分，并于1976年收录仅国家史迹名录。

## 历史

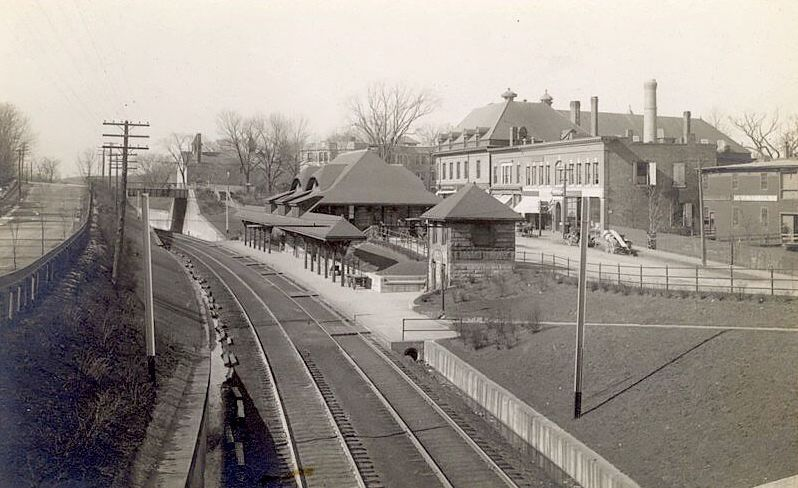
1907年牛顿中心站轨道沉降工程竣工

最早于1852年，查尔斯河铁路在兰里路设立火车站。1886年，波士顿至奥尔巴尼铁路公司委托亨利·霍布森·理查森，设计车站候车大厅。理查森死后，由他的继任者雪普莉、穆坦和柯立芝设计公司收尾。新车站于1891年正式启用，伍斯特的诺克罗斯兄弟公司承建。为了不与街道交叉，避免不必要的交通杜塞，1907年车站轨道沉降，车站也随之大改。
1957年6月，马萨诸塞州立法机构通过法案批准大都会交通署收购几乎破产的紐約中央鐵路公司，并将铁路改造成轻轨。高地客运线于1958年5月31日停运。整条高地客运线被改造成轻轨, 并于1959年7月4日重新开通。车站候车楼作为商业建筑被出租给星巴克，并有指示牌显示下一班前往波士顿的列车到达的时间。由于经济大衰退，2008年星巴克进行重组，该星巴克分店被关闭。候车大厅随后进行翻修，并租给了沃特敦的豪华小镇餐厅，作为其卫星餐厅，命名为豪华车站餐厅。
21世纪初，马萨诸塞湾交通局对波士顿轻轨绿线部分主要地面车站进行翻修，增进無障礙環境。翻修后的车站于2002年前后开放。
2012年10月，马萨诸塞湾交通局将车站名从Newton Center改为Newton Centre，使之与城镇名吻合。

## 车站结构
| G 街道/站台层 | 侧式站台，右侧开门 | 侧式站台，右侧开门  |
| G 街道/站台层 | 出城               | 往河滨 （牛顿高地） |
| G 街道/站台层 | 入城               | 往政府中心 （栗山） |
| G 街道/站台层 | 侧式站台，右侧开门 |                     |